# The Last Post
The Last Post è un cortometraggio del 2001 diretto da Dominic Santana su un fatto realmente accaduto durante la guerra delle Falkland nel 1982. Il film ha ricevuto una nomination come miglior cortometraggio ai Premi BAFTA 2001.

## Trama
Buenos Aires, 1982. Una ragazza riceve una lettera di posta aerea, quando la apre lancia un urlo straziante. La scena si sposta nelle Isole Falkland, dove si combatte la guerra fra Argentina e Regno Unito. Un giovane soldato britannico di nome Mark si allontana dal campo di battaglia. Alle prime luci dell'alba, viene bloccato da un soldato argentino ferito di nome José Francisco (Gael García Bernal). È armato ma non può muoversi. Anche se non parlano la stessa lingua, i due ragazzi finiscono per fidarsi l'uno dell'altro, entrambi si sentono fuori luogo e impauriti. José offre a Marc una sigaretta e gli mostra una foto della famiglia e della sua fidanzata. Quando vede arrivare il sergente britannico seguito da un gruppo di parà, José capisce di non avere via di scampo. Confidando che Marc possa stare al suo gioco, José gli lancia il suo fucile e dichiara di essere stato appena catturato. I militari britannici però vogliono ucciderlo e pretendono che sia Marc il primo a sparargli. Combattuto e terrorizzato, Marc e i soldati britannici uccidono José a colpi di mitra. Marc è disgustato quando vede gli altri farsi una foto con il cadavere di Juan. La scena finale è la stessa dell'inizio: la ragazza è in realtà la fidanzata di Jose, piange disperatamente perché nella busta c'è la foto che ritrae i parà britannici con il corpo senza vita del suo fidanzato.

## Riconoscimenti
- Premi BAFTA 2001
  - Candidatura